# 損害保険料率算出機構
損害保険料率算出機構（そんがいほけんりょうりつさんしゅつきこう、略称：GIROJ、英語: General Insurance Rating Organization of Japan）は、損害保険料率算出団体に関する法律（昭和23年法律第193号。以下「料率団体法」という）に基づき、損害保険における標準約款（GTC）、参考純率、基準料率の算出およびそれを会員に提供することなどを行う団体である。

## 概要
会員である保険会社から提供を受けた契約や、事故に関するデータに基づき、科学的・工学的手法や保険数理の理論を駆使して、火災保険・傷害保険・自動車保険などの参考純率や、自賠責保険・地震保険の基準料率を算出・提供する。保険会社は、これらの料率を保険料率の算定の基礎として用いる。
損害保険会社等からの依頼に基づき、全国の都道府県庁所在地等に設置した自賠責損害調査事務所において、法学・医学・工学的見地から損害調査を行い、その結果を保険会社（協同組合）に報告している。
自賠責（共済）審査会を擁しており、保険会社の審査結果に対する異議申立などについて、日本弁護士連合会推薦の弁護士、専門医、交通法学者、学識経験者等、外部の専門家が審議に参加し、事案の内容によって専門分野に分けて審査が行われる。
料率算出業務、損害調査業務を通じて、会員等から収集した各種保険に関するビッグデータやノウハウを基に、加盟会社や官庁、有識者、消費者等に対して、損害保険に関するデータバンクとしての機能がある。

## 根拠法令
損害保険料率算出団体に関する法律は「二以上の損害保険会社は、内閣総理大臣の認可を受けて、損害保険料率算出団体（料率団体）を設立することができる」としている（第3条）。したがって建前上は、同機構は料率団体の1つであり、あいおいニッセイ同和損害保険など大手の36社が会員会社であるから、料率算出業務と、自賠法に基づく損害調査業務をほぼ独占しているといえる（なお、損害保険料率算出団体としては、他に都民共済を扱う全国生活協同組合連合会、県民共済を扱う全国共済生活協同組合連合会などが存在する）。
定款に基づき、会員会社の4分の3以上の賛成があれば解散することができる。解散時には、資産や個人情報などの財産は、会員総会の指定する方法によって会員に帰属する。自賠責保険に係る資産や個人情報などの財産は、会員総会において保険制度の趣旨を踏まえて処分方法を定めることになっている。

## 沿革
- 1948年（昭和23年）7月 料率団体法が公布・施行
- 1948年（昭和23年）11月 損害保険料率算定会設立
- 1951年（昭和26年）4月 料率団体法改正、損保各社に算定会が出す料率を使用することを義務づけ
- 1964年（昭和39年）1月 損害保険料率算定会より自動車保険料率算定会が分離独立
- 1998年（平成10年）7月 金融ビッグバン の一環で、料率団体法を改正し、料率使用義務を撤廃
- 2002年（平成14年）7月 両算定会が再統合され損害保険料率算出機構設立。同年の自賠法改正で第三者的指定紛争処理機関の自賠責保険・共済紛争処理機構も設立された。
- 2011年（平成23年）7月 本部を千代田区の天理教館ビルから新宿区の新宿パークタワーへ移転

## 役員
歴代理事長
- 森嶌昭夫（2002年7月 - 2014年6月）
- 浦川道太郎（2014年6月 - 2022年）
- 早川眞一郎（2022年 - 2024年現在）

## 加盟会社

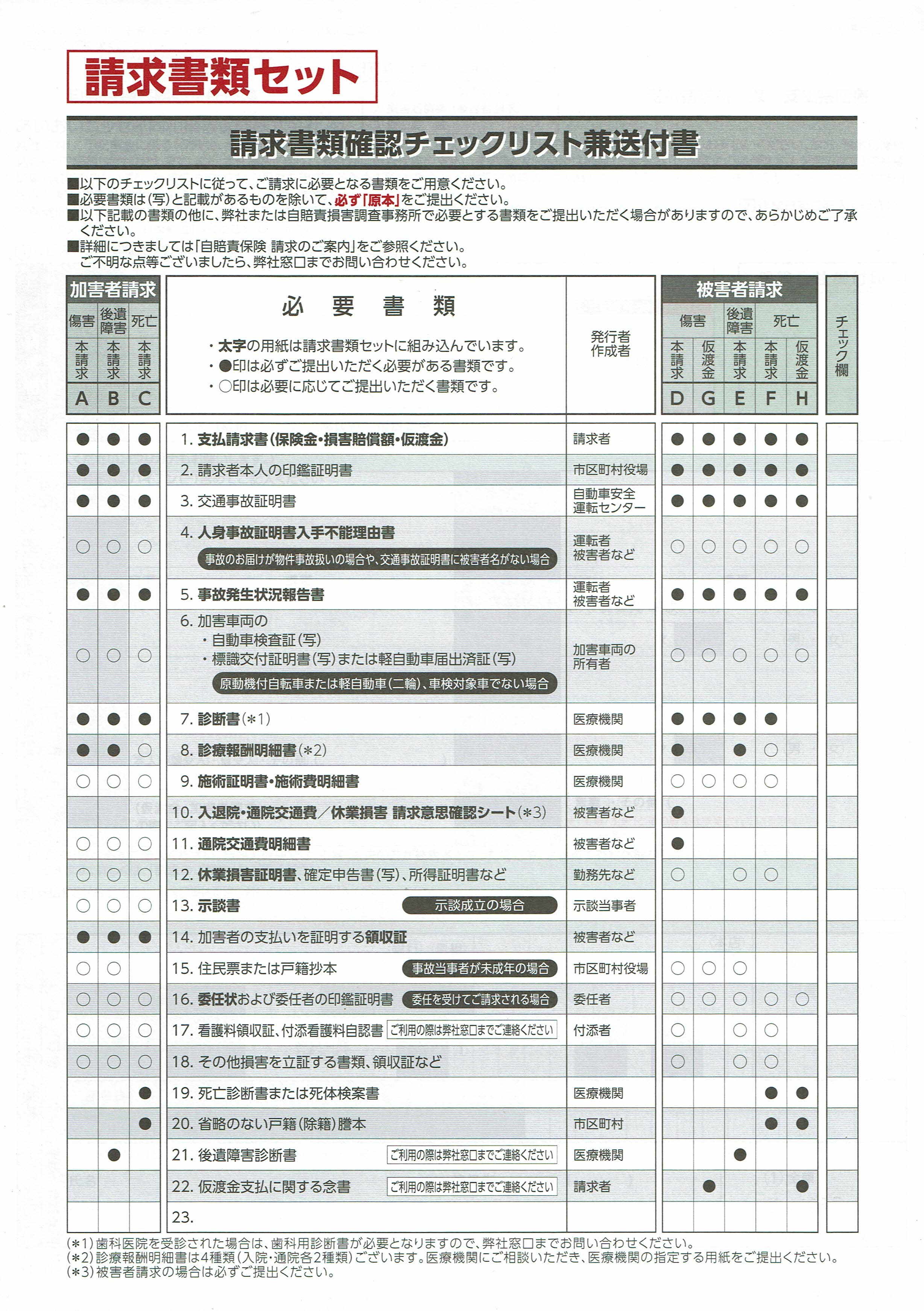
交通事故用申告書類の概要（2023年）

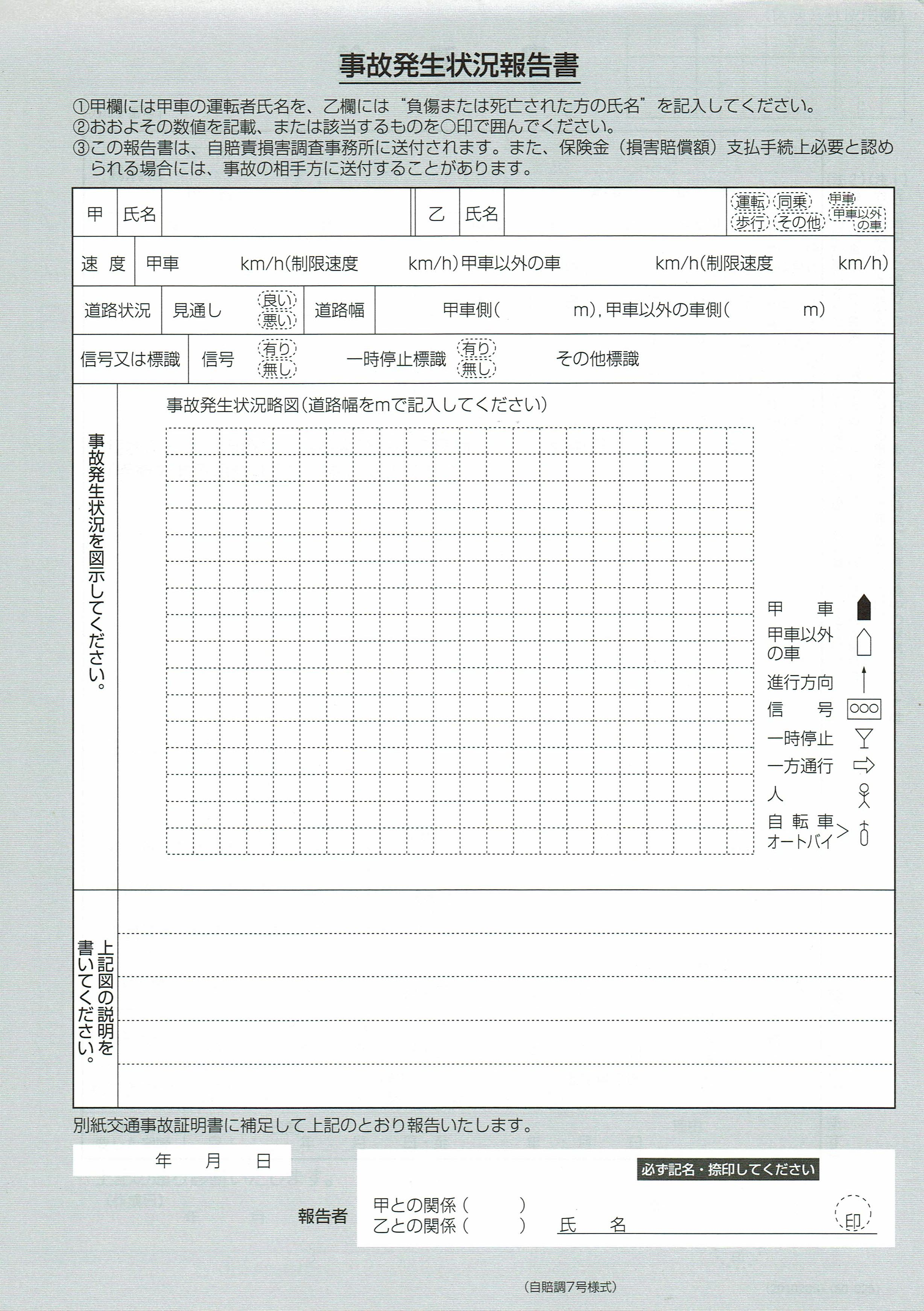
事故発生状況報告書（2023年）

- あいおいニッセイ同和損害保険（あいおい損害保険＋ニッセイ同和損害保険）
- アクサ損害保険
- アメリカンホーム保険（アメリカン・ホーム・アシュアランス カンパニー）
- アリアンツジャパン（アリアンツ火災海上保険）
- イーデザイン損害保険
- AIG損害保険（AIU損害保険＋富士火災海上保険）
- エイチ・エス損害保険
- au損害保険
- SBI損害保険
- カーディフ損害保険（カーディフ・アシュアランス・リスク・ディヴェール）
- 共栄火災海上保険
- 現代海上火災保険
- ロイズ保険組合（ザ・ソサイエティー・オブ・ロイズ総代理店 ロイズ・ジャパン）
- ニューインディア保険（ザ・ニュー・インディア・アシュアランス・カンパニー・リミテッド）
- ジェイアイ傷害火災保険
- スイス損害保険会社
- スター・インデムニティ・アンド・ライアビリティ・カンパニー
- セコム損害保険（旧：東洋火災海上保険）
- セゾン自動車火災保険（旧：オールステート自動車火災保険）
- ソニー損害保険
- 損害保険契約者保護機構
- 損害保険ジャパン（損害保険ジャパン）
- 大同火災海上保険
- Chubb損害保険
- チューリッヒ保険（チューリッヒ・インシュアランス・カンパニー）
- トーア再保険（旧：東亜火災海上再保険）
- 東京海上日動火災保険（東京海上火災保険＋日動火災海上保険）
- 日新火災海上保険
- 日本地震再保険
- 日立キャピタル損害保険（旧：ユナム・ジャパン傷害保険）
- 三井住友海上火災保険（大正海上火災保険→三井海上火災保険＋住友海上火災保険）
- 三井ダイレクト損害保険
- 明治安田損害保険（明治損害保険＋安田ライフ損害保険）
- 楽天損害保険（旧：朝日火災海上保険）
- レスキュー損害保険

## 自賠責保険料等
2021年度の事業活動収支は、自賠責保険料213億円や会費・加入金34億円などを合わせ、9.7億円の黒字となった。また、18億円規模の投資活動により8.4億円の利益があった。
国への貸付金額が前年度から6億円増加し60億円となったことが問題視されている。正味財産期末残高は17億円となっている。

## 定款
- 損害保険料率算出機構定款